# Roland Jacquot
Roland Jacquot war ein französischer Autorennfahrer.

## Karriere als Rennfahrer
Roland Jacquot war Teilnehmer des ersten 24-Stunden-Rennens von Le Mans und gehörte zu den wenigen Startern, die das Rennen 1923 nicht beenden konnten. Der Berliet VH 12hp, den er gemeinsam mit Théodore Ribail fuhr, fiel nach einem Defekt aus.

## Statistik

### Le-Mans-Ergebnisse
| Jahr | Team                       | Fahrzeug        | Teamkollege     | Platzierung | Ausfallgrund |
| ---- | -------------------------- | --------------- | --------------- | ----------- | ------------ |
| 1923 | Automobiles Marius Berliet | Berliet VH 12hp | Théodore Ribail | Ausfall     | Motorschaden |